# Praia dos Sargentos
A  Praia dos Sargentos  é uma praia portuguesa localizada na freguesia da Santa Cruz, município da Praia da Vitória, ilha Terceira, Açores.
Esta praia faz parte do Plano de Ordenamento da Orla Costeira da Ilha Terceira  (POOC Terceira) que abrange os municípios de Angra do Heroísmo e Praia da Vitória conforme o Decreto Regulamentar Regional n.º 1/2005/A.
Apresenta-se como uma praia de areia fina localizada junto à Praia Grande, próxima da Base Aérea n.º 4, a unidade militar portuguesa onde se encontram instaladas as forças aéreas de Portugal e dos Estados Unidos.
Ao longo dos anos esta praia adquiriu este nome visto durante muitos anos ter estado reservada praticamente ao uso dos militares desta base aérea.